# Route nationale 114 (France)
Pour les articles homonymes, voir Route nationale 114.
La route nationale 114, ou RN 114, est une ancienne route nationale française reliant Perpignan à la frontière franco-espagnole, au col des Balistres, après Cerbère.
Longue de 50 kilomètres, elle dessert les villes du sud-est du département des Pyrénées-Orientales et de la Côte Vermeille, à l'extrême Est des Pyrénées.
Le décret du 5 décembre 2005 n'a pas maintenu la route nationale 114 ; de ce fait, elle est déclassée et renommée route départementale 914 (RD 914).

## Historique
À sa création en 1824, la route royale 114 est définie « de Perpignan à Port-Vendre » (sans s) par Elne, Argelès et Collioure et longue de 29,144 km. Elle succède à la route impériale no 134, créée par un décret du 16 décembre 1811.
La liaison de Cerbère à Port-Bou, « dernier tronçon de la grande route internationale reliant Perpignan à Barcelone par la côte », a été inaugurée en 1928. Jusqu'alors, la traversée s'effectuait soit par « des sentiers muletiers », soit par le tunnel de la voie ferrée. La liaison « fait de cette route un itinéraire touristique de premier ordre, qui double avantageusement le col du Perthus ».
L'itinéraire de Port-Vendres à Portbou, assuré par le chemin de grande communication no 5, est classé dans le domaine routier national « entre la route nationale no 114 et la frontière espagnole » à dater du 1er octobre 1930, par décret du 4 décembre 1930. En 1933, la route nationale est définie « de Perpignan en Espagne par Cerbère ».
La route est déclassée à la suite de la réforme de 2005 ; elle devient la RD 914.

### Modernisation de la route
En 1993, le contournement de Collioure et de Port-Vendres a été réalisé pour un montant de 197 millions de francs, avec la création de deux ouvrages d'art (le viaduc du Douy et le tunnel d'En Raxat, en amont des deux agglomérations).
Sur les hauteurs de Port-Vendres, la route départementale franchit le rond-point de l'Amour et rejoignait le tracé historique (la RD 114). Une nouvelle section de voie express (900 m à double voie) est ouverte à la circulation depuis le 28 octobre 2022. Ce projet, d'un montant de 13,5 millions d'euros, permet une meilleure fluidité de l'axe qui voit passer près de 15 000 véhicules par jour selon Jean-Michel Solé, maire de Banyuls-sur-Mer. Un peu plus loin, une légère modification de tracé a été réalisée entre Port-Vendres et Paulilles en 2019, par la création d'un pont-tunnel sous la ligne de Narbonne à Port-Bou, pour un montant de 6,6 millions d'euros, financé à 70 % par le département des Pyrénées-Orientales et à 30 % par la région Occitanie.
En 2020, la route a été modernisée entre Banyuls-sur-Mer et Cerbère.

## Exploitation
L'actuelle route départementale 914 est gérée par le conseil départemental des Pyrénées-Orientales.

## Tracé

### Une liaison structurante du département
La route départementale 914, ancienne route nationale 114, est un axe structurant du département des Pyrénées-Orientales reliant Perpignan au littoral et à l'Espagne. Elle assure une partie de la rocade de Perpignan (dans le prolongement de la route départementale 900) et dessert « les pôles touristiques et économiques de la plaine du Roussillon et du littoral catalan ». Après Port-Vendres, la route emprunte un tracé ancien qui « traverse les sites naturels classés de la chaîne des Albères et longe le littoral jusqu'à la frontière ».
Si la route est aménagée à 2 × 2 voies jusqu'à Argelès-sur-Mer, le tracé présente une géométrie inadaptée aux différents modes de transport, notamment pour les cyclistes après Port-Vendres. Des travaux ont permis de renforcer la sécurité sur la section entre Banyuls-sur-Mer et Cerbère.

### Communes traversées
Les communes traversées sont :
- Perpignan (km 0) ;
- Corneilla-del-Vercol ;
- Elne (km 13)[Note 1] ;
- Argelès-sur-Mer (km 21)[Note 2] ;
- Collioure (km 27)[Note 2] ;
- Port-Vendres (km 30)[Note 2] ;
- Paulilles (km 33) ;
- Banyuls-sur-Mer (km 36) ;
- Cerbère (km 45) ;
- Coll dels Belitres ou col des Balistres :  Espagne N-260.

### Échangeurs
Cette route est aménagée en voie rapide jusqu’à Argelès-sur-Mer. Les échangeurs sont :
- 3 : Chemin du Pou de Les Coulobres, Saleilles, Cabestany ;
- 4 : Villeneuve-de-la-Raho ;
- 5 : Villeneuve-de-la-Raho, Théza ;
- 6 D 914A : Elne-nord, Corneilla-del-Vercol ;
- 7 : Saint-Cyprien, Elne, Latour-Bas-Elne RD 11 : Alénya ;
- 8 : Elne-sud ;
- 9 : Palau-del-Vidre ;
- 10 : Argelès-sur-Mer-Nord, Taxo d'Amont, Taxo d'Avall ;
- 11 : A9 (Barcelone), Céret, Le Boulou, Sorède, Saint-André, par RD 618 ;
- 12 : Port-Argelès ;
- 13 : Argelès-sur-Mer (Le Racou, Les Criques) par RD 114 ;
- 14 : RD 86, Collioure, Notre-Dame de Consolation.

### Ouvrages d'art
- Viaduc du Douy
- Tunnel d'En Raxat

## Trafic
La route départementale 914 est l'un des principaux axes routiers du département des Pyrénées-Orientales. Au départ de Perpignan, elle assure la desserte de la côte Vermeille et du massif des Albères avec une infrastructure aménagée en 2 × 2 voies. Près de 45 000 véhicules empruntent quotidiennement cet axe à la sortie sud-est de Perpignan.
Le trafic est cependant moins important en approchant la frontière, du fait de l'interdiction des poids lourds de plus de 20 tonnes au-delà de Port-Vendres. En 2000, il s'élevait seulement à 1 794 véhicules par jour côté France (N 114) et 1 869 véhicules côté Espagne (N-260), quatre fois moins important qu'au Perthus (N 9 / N-II).

## Galerie d’images

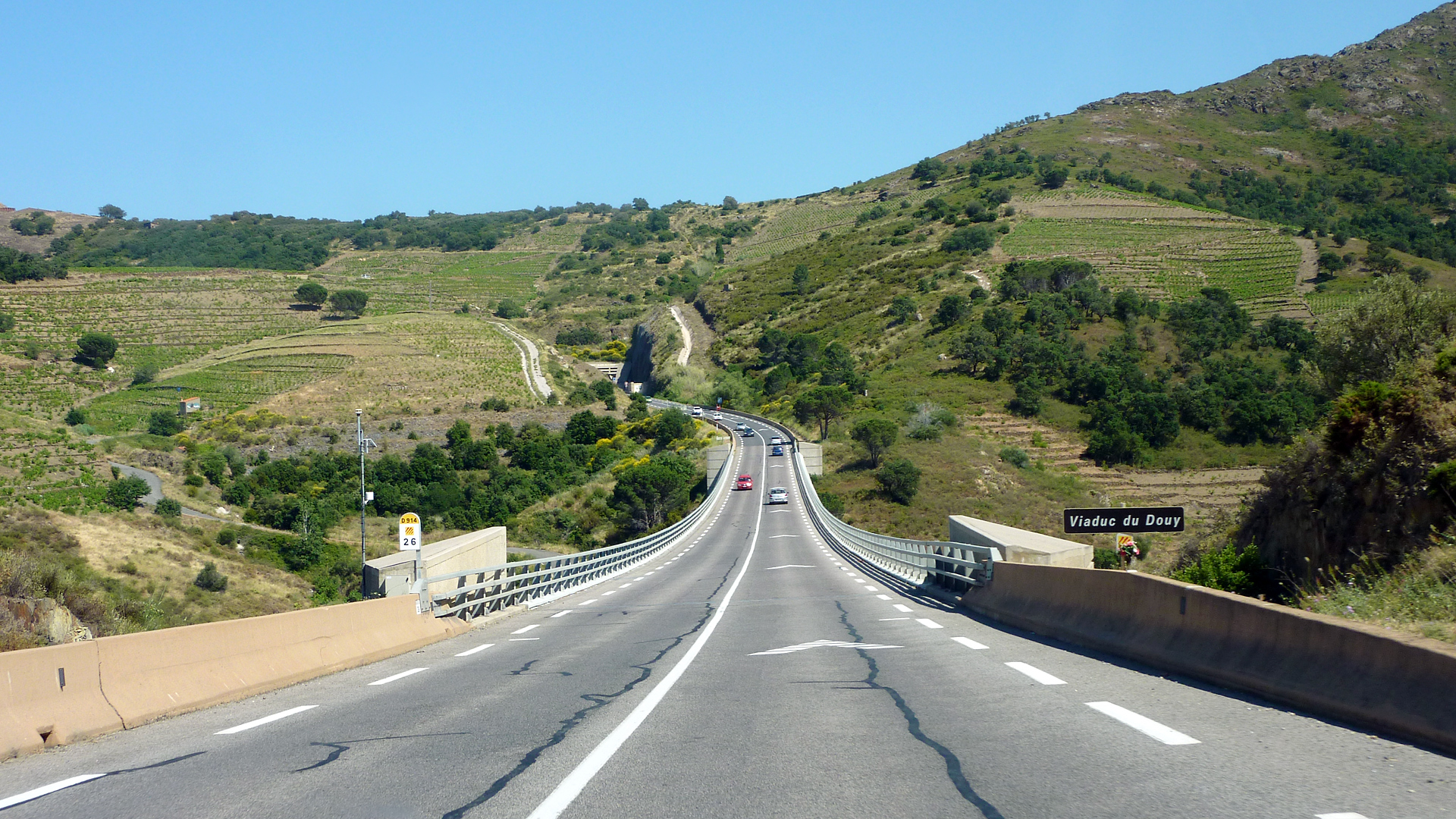
Viaduc du Douy
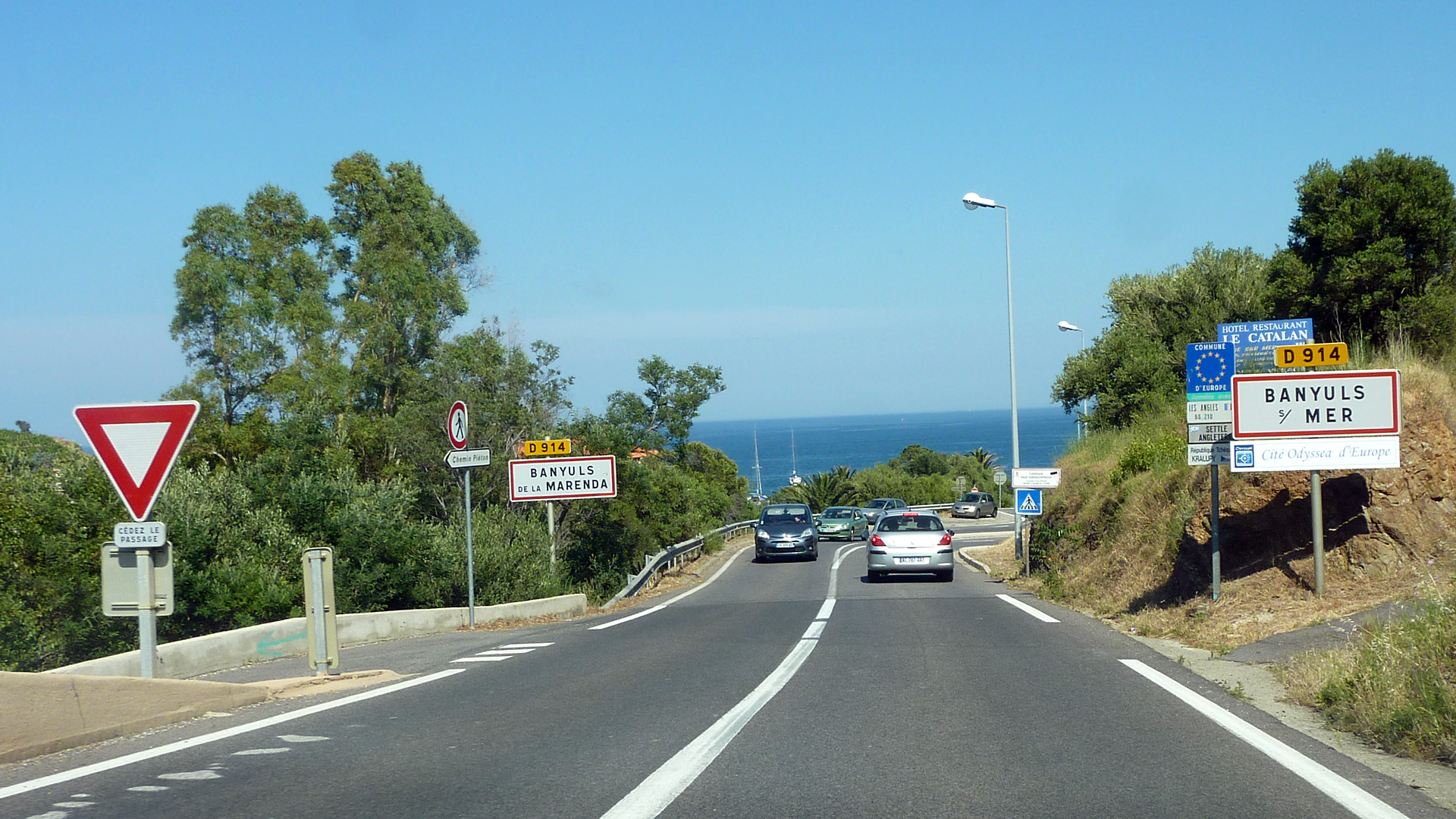
La RD 914 vers Banyuls-sur-Mer
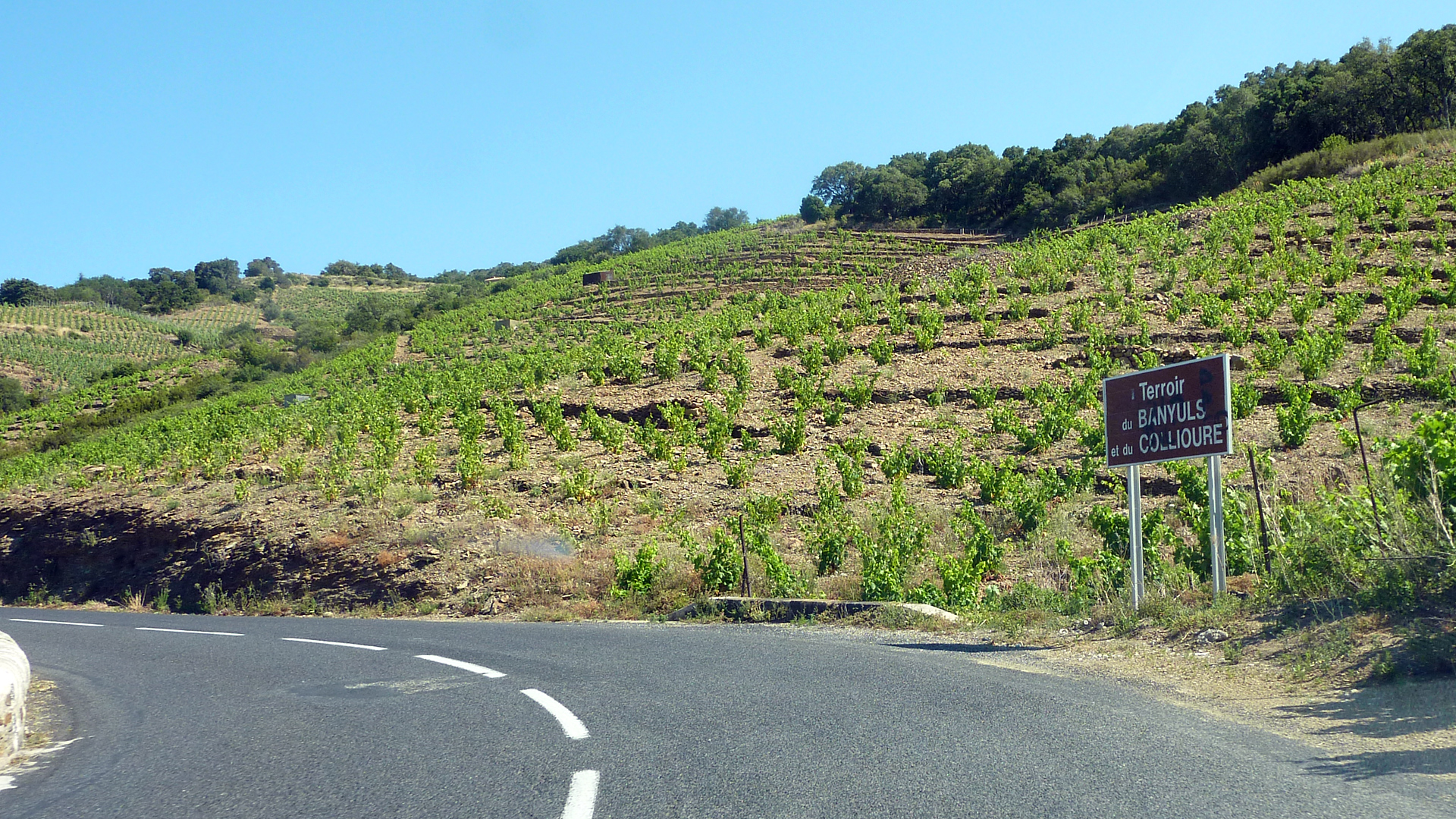
Terroir du Banyuls et du Collioure

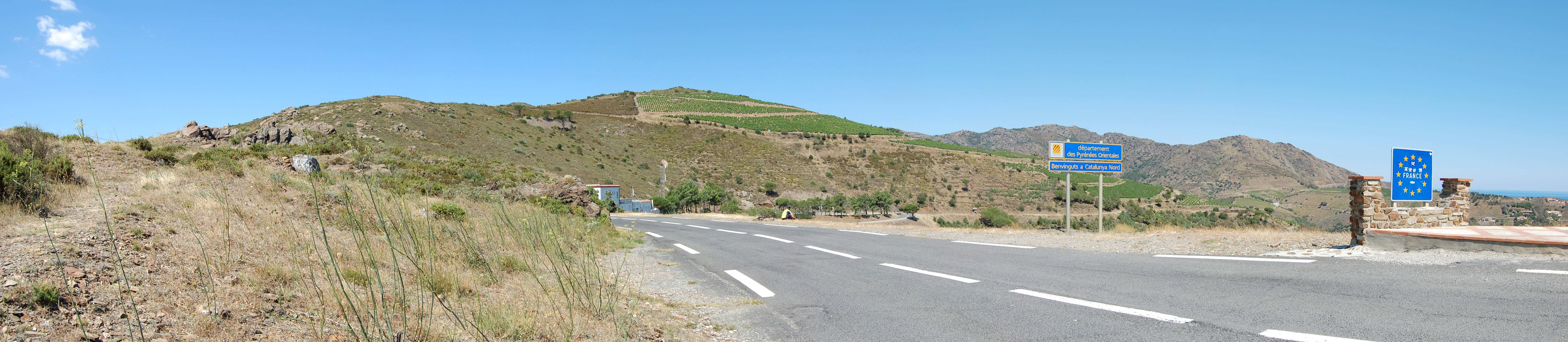
La fin de la RD 914, au niveau du col des Balistres, à la frontière franco-espagnole, le 27 juillet 2008.
La départementale 914 unit ici Cerbère et Portbou.

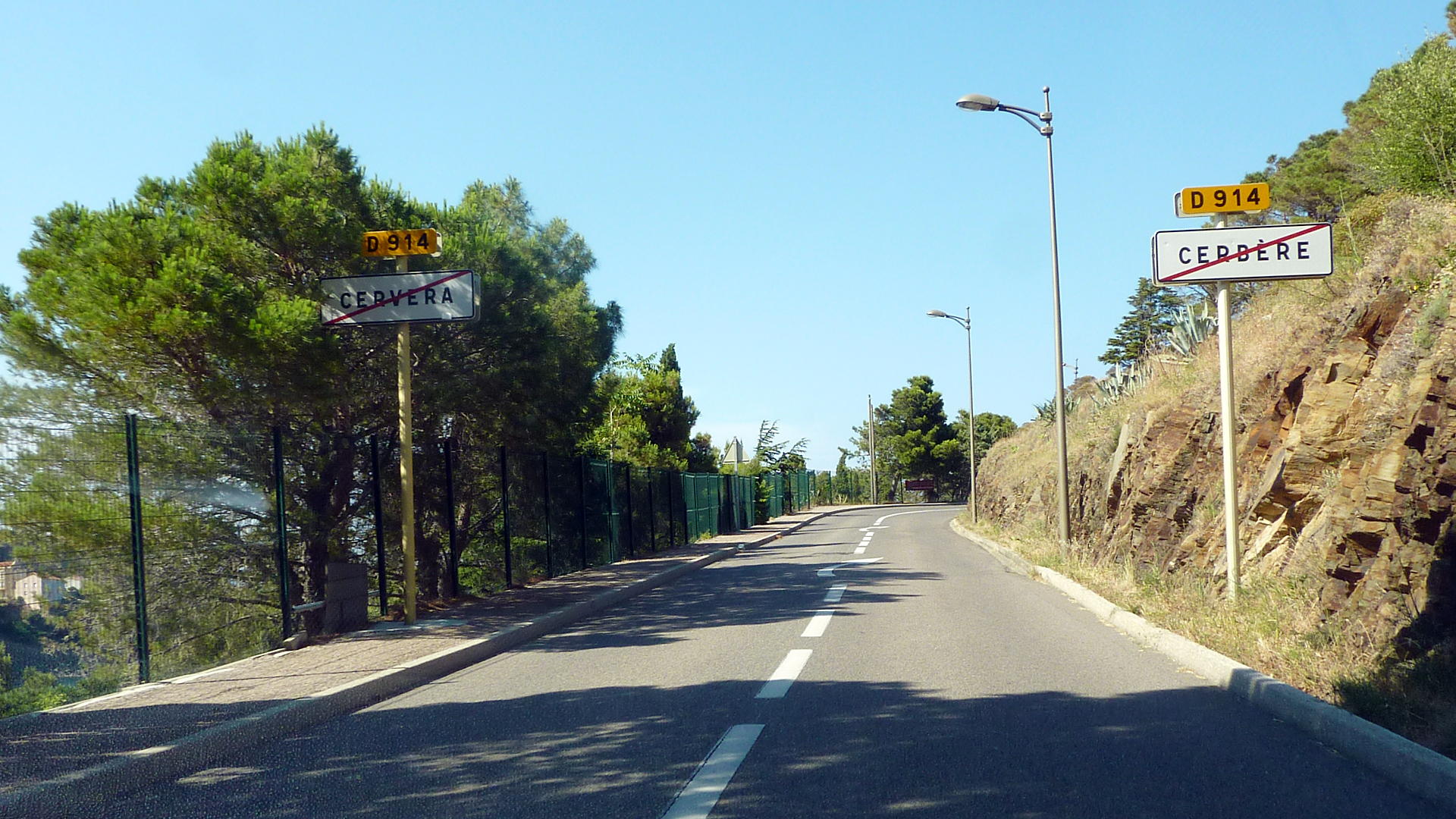
Cerbère